# Aèrop II
Aèrop II (en grec antic: Ἀέροπος, llatí: Aëropus) fou un rei de Macedònia de la Dinastia argèada.
Va ser regent de Macedònia, car era tutor del rei Orestes, fill d'Arquelau I de Macedònia. Durant sis anys va governar com a rei el país, els primers quatre anys juntament amb Orestes i la resta tot sol. L'any 393 aC va morir de malaltia i el seu fill Pausànies de Macedònia el va succeir, segons Diodor de Sicília.